# گابریل سیلوا
گابریل مویزس آنتونیس دا سیلوا (به پرتغالی: Gabriel Moisés Antunes da Silva) که عموماً با نام گابریل سیلوا شناخته می‌شود، مدافع چپ اهل برزیل است که در شهر پیراسیکابا و در تاریخ ۱۳ مهٔ ۱۹۹۱ به دنیا آمده‌است.
گابریل سیلوا در تیم‌های فوتبال پالمیراس، اودینزه، نووارا، گرانادا، کارپی، جنوا و سن-اتین سابقهٔ حضور دارد.